# 水手號計劃

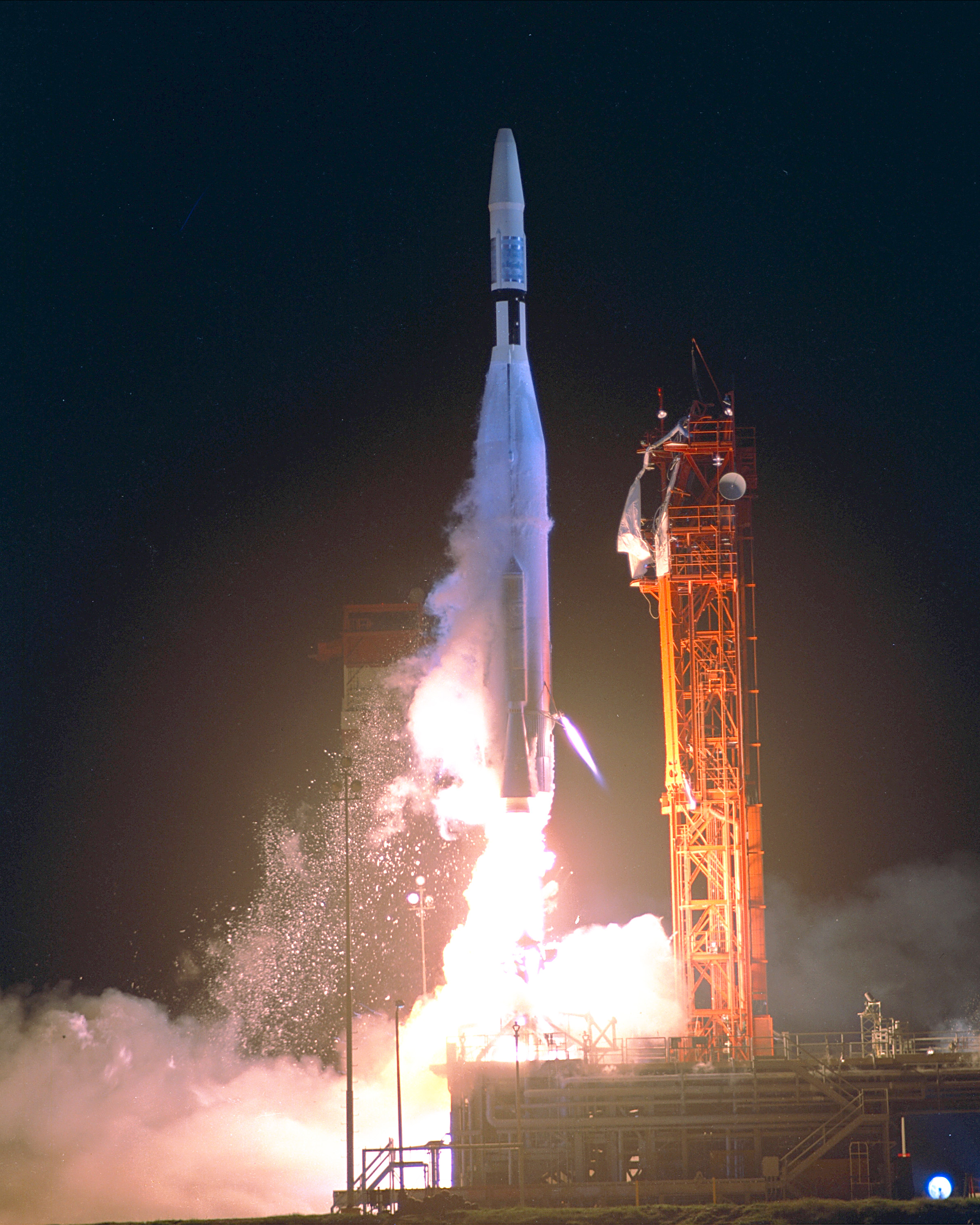
水手1號發射升空 (NASA)

水手號計劃（英語：Mariner program，又译水手計劃）是由美國太空總署所主導的太空探索計劃。在此計劃中發射了一系列為探索水星、金星和火星而設計的無人太空船。這個計劃奪得多項第一，包括第一次星際飛越（flyby）、第一個行星探測器以及第一個以重力加速航行的太空船。
在水手號計劃系列中十個飛行器中，七個成功三個失敗。原本計劃的水手11號及水手12號演變成航海家計畫中的航海家1號及航海家二號，而維京1號及維京2號火星軌道太空船則是放大版的水手9號太空船。從航海家系列之後基於水手號設計的太空船還包括前往金星的麥哲倫號、前往木星的伽利略號。被稱為Mariner Mark II的第二代水手號太空船最終演變成為曾環繞土星的卡西尼－惠更斯号。最近發射前往冥王星的新視野號，雖然大致基於簡化的先鋒10號、先鋒11號，但也有部份特徵源自水手號系列，包括三軸穩定器（3-axis stabilization）及一個航海家、卡西尼號式的通訊碟型天線。

## 基本擺置設計
所有水手號太空船皆基於八角型匯流排設計，可放置所有電器設備，例如天線、相機、推進劑及電源。在水手4號之後所有水手號太空船都有四個太陽能板做電源，除了水手10號有兩個太陽能板，以及設計源自於遊擊兵月球探測船計劃的水手2號。此外，除了水手2號及水手5號的所有水手號太空船都有電視相機。
前五艘水手號太空船以擎天神-愛琴娜運載火箭發射，而後五艘則用擎天神-半人馬運載火箭發射。而水手10號以後所有基於水手號而設計的探測船都用泰坦三E型火箭、泰坦四型無人火箭發射，或是用穿梭機運載至太空後，以固態燃料慣性上層節發射並透過多次行星飛越來推進。

## 水手1號、2號
水手1號原本計劃飛越金星，於1962年7月22日發射，但升空後約五分鐘搭載它的阿特拉斯火箭故障偏離軌道，而遭到美國空軍發射場安全主管（Range Safety Officer） 摧毀。水手2號本為水手1號的備份機，在1962年8月27日發射，3個半個月之後飛至金星。水手2號任務成功而且成為第一個飛越其它行星的太空船。
- 任務：飛越金星
- 質量：203公斤（446磅）
- 感測器：微波及紅外線輻射計、宇宙塵、太陽電漿及高能輻射、磁場
- 現狀：
  - 水手1號－升空後不久遭到摧毀。
  - 水手2號－完成任務後停止運作，現在位於日心軌道。

## 水手3號、4號
水手3號、水手4號是飛越火星計劃。水手3號因發射載具無法拋棄噴嘴整流片而失敗。它的姐妹船水手4號在1964年11月28日發射並首次成功飛越火星，第一次取得火星近距離的一瞥。
- 任務：環繞火星
- 質量：261公斤（575磅）
- 感測器：配有數位磁帶的照相機（約可拍攝20張照片）、宇宙塵、太陽電漿、俘獲輻射、宇宙線、磁場、無線電掩星和天體力學
- 現狀：
  - 水手3號－故障。廢棄於日心軌道。
  - 水手4號－受微隕石撞擊後失去聯絡，廢棄於日心軌道。

## 水手5號
水手5號於1967年6月14日發射前往金星，並且於1967年10月接近金星附近。它攜帶了全套實驗，以無線電波探測金星大氣、檢測紫外線下的亮度，取得太陽粒子樣本，並探測到其磁場變動現象。
- 任務：飛越金星
- 質量：245公斤（540磅）
- 感測器：紫外光度計、宇宙塵、太陽電漿、輻射遮版、宇宙線、磁場、無線電掩星和天體力學
- 現狀：
  - 水手5號－停止運作。現在位於日心軌道。

## 水手6號、7號
水手6號及水手7號為兩艘設計相同的火星任務太空船。水手6號於1969年2月24日發射，水手7號於1969年3月27日發射。它們曾飛越火星赤道及南半球。
- 任務：飛越火星
- 質量：413公斤（908磅）
- 感測器：配有數位磁帶的廣角和窄視野照相機、紅外光譜儀和輻射計、紫外光譜儀、無線電掩星和天體力學
- 狀態：
  - 水手6號－停止運作。現在位於日心軌道。
  - 水手7號－停止運作。現在位於日心軌道。

## 水手8號、9號
水手8號及水手9號也是兩艘姐妹船，原先設計是兩艘船同時繪製火星地表地圖。但水手8號因火箭故障而墜毀。水手9號於1971年5月成功發射，並成為第一個環繞火星的人造衛星。它於1971年11月進入火星軌道並開始拍攝地表照片及以紅外線及紫外線儀器分析火星大氣。
- 任務：環繞火星
- 質量：998公斤（2,200磅）
- 感測器：配有數位磁帶的廣角和窄視野照相機、紅外光譜儀和輻射計、紫外光譜儀、無線電掩星和天體力學。
- 狀態：
  - 水手8號－火箭發射失敗，墜毀於大西洋。
  - 水手9號－已關機。目前在環火星軌道，至少直到2022年才會脫離軌道進入火星大氣。

## 水手10號
水手10號太空船於1973年11月3日發射，它是第一個以重力助推加速的探測器，進入金星重力影響區內，利用金星的重力將它拋至一個稍微不同的軌道以接近水星。它同時也是第一個近距離接近兩個行星的太空船，還是第一艘近距離拍攝水星照片的太空船。
- 任務：飛越金星及水星
- 質量：433公斤（952磅）
- 感測器：一對配有數位磁帶的窄視野照相機、紅外光譜儀和輻射計、紫外光譜儀、帶電粒子、磁場、無線電掩星和天體力學。
- 狀態：
  - 水手10號－停止運作。現在位於日心軌道。